# Xã Scott, Quận Marion, Ohio
Xã Scott (tiếng Anh: Scott Township) là một xã thuộc quận Marion, tiểu bang Ohio, Hoa Kỳ. Năm 2010, dân số của xã này là 498 người.